# 黄君漢
黄 君漢（こう くんかん、581年 - 632年）は、中国唐初の将軍。字は景雲。滑州胙城県（現在の河南省新郷市延津県）の人。

## 生涯

### 出生
黄君漢は、郷豪の出身であり、隋の文帝（楊堅）の開皇元年（581年）に出生した。
煬帝の大業8年（612年）から高句麗への遠征（隋の高句麗遠征）が始まると、黄君漢は軍からの召募に応じ、真っ先に敵に乗り込んだ功績で、信県県尉に取り立てられた。後に、越騎校尉に任ぜられ、本府の司馬となった。
後に瓦崗軍の首領となる翟譲が東都法曹に任ぜられていた時、事件に連座して斬刑に処せられる際、獄吏であった黄君漢は、翟譲の勇猛さを見て、ひそかに翟譲を解放した。翟譲は、瓦崗軍に亡命し、首領となった。
隋末に農民反乱が起こると、李密は瓦崗軍の首領となり、その後、黄君漢が民衆を率いてこれに付き従った。黄君漢は、上柱国・河内総管を授され、汾陽公に封ぜられ、柏崖城（現在の河南省洛陽市孟津区の黄河を臨む場所）を拠点とした。
唐の武徳元年（618年）、王世充が李密を撃破すると、李密は、西のかた長安に逃走し、李淵に投降した。黄君漢もまた、崔義玄の説得によって、李淵に帰属した。黄君漢は、上柱国・使持節・都督懐州諸軍事・懐州刺史を授され、東郡開国公に封ぜられ、食邑3千戸が与えられた。崔義玄は、懐州司馬となった。黄君漢は、従前どおり柏崖に駐屯した。

### 洛陽・虎牢の戦い
武徳3年（620年）夏4月、黄君漢は、懐州総管として軍を率い、王世充の太子の王玄応を西済州（現在の河南省済源市）にて大いに破った。
7月、李淵が李世民に命じて王世充を討伐するため東征させると、王世充は、唐軍の来襲を知って、各州鎮から勇猛な兵士を調達して洛陽に召集し、襄陽・虎牢・懐州などの地の防御を分担させるとともに、自らは歩兵・騎兵の合計3万の兵を準備して唐軍を迎撃した。しかし、唐軍の勢いは大きく、洛陽に退却して防衛せざるを得なかった。李世民は、まず、洛陽の周囲を掃討し、その後、洛陽城を攻撃することを決定した。そこで、行軍総管の史万宝に命じて宜陽から龍門（現在の河南省焦作市沁陽市）へと進軍させ、潞州行軍総管の劉徳威に命じて太行山脈から河内へ進軍して包囲させ、右武衛将軍の王君廓に命じて洛口（現在の河南省鄭州市鞏義市の北）にて王世充の糧道を断絶させ、懐州総管の黄君漢には、河陰（現在の河南省洛陽市孟津区の北東）から襲撃させて洛城（現在の河南省洛陽市偃師区の北）へ戻らせ、李世民自らは主力軍を率いて邙山に駐屯し、軍営を連ねて洛陽を圧迫し、攻城の機会を待った。
8月、黄君漢は、校尉の張夜義に命じて、夜間に水軍で孝水河を進ませ、攻撃して洛城に戻った。
武徳4年（621年）5月2日、李世民は、竇建徳の10万の大軍を撃破し、竇建徳を捕縛し、5月9日には、王世充を洛陽にて降伏させた。黄君漢は、この戦いの功績によって、使持節・都督懐陟恭西済四州諸軍事・懐州刺史を拝し、虢国公に封ぜられ、食邑3千戸が与えられた。また、黄金百両と雑綵千余段が賜与された。

### 輔公祏との戦い
武徳6年（623年）8月、舒国公輔公祏は、丹陽にて反唐の兵を挙げ、宋帝を自称して、年号を天明に改め、海州などの地を攻撃して占拠した。当時、北方はすでに平定されており、8月21日、唐の高祖（李淵）は、趙郡王李孝恭を行軍元帥とし、永康県公李靖を副元帥として、李勣・任瓌・張鎮周・黄君漢・盧祖尚ら7人の総管が節を受けた。李孝恭は水軍を率いて江州から、李靖は宣州から、黄君漢は亳州から、李世勣は泗水から、四路が共同して進軍した。9月、高祖は、李世民を江州道行軍元帥に任命し、四路の大軍を統率させた。
輔公祏配下の将軍の馮恵亮は、水軍3万を率いて当塗に駐屯しており、陳正通・徐紹宗は、歩兵・騎兵2万を率いて青林山に駐屯しており、梁山においては、長江の水路を鉄の鎖で横断させるとともに、周囲十余里の却月城を築城させ、馮恵亮と掎角の勢いをなした。李孝恭は、軍議の際、唐軍が丹陽を直接攻撃すれば、馮恵亮らが自然と投降すると考えた。他方、李靖は、輔公祏が丹陽の石頭城を守っており、攻撃するのが困難であるため、唐軍が長期間にわたって停留すれば、正面と背後から挟撃されると考え、まず、馮恵亮らに不意打ちをかけて、次に、軽兵を率いて丹陽を直接攻撃すべきであると進言した。
武徳7年（624年）、李靖は、黄君漢らを率いて当塗で苦戦し、馮恵亮の水陸両軍を大いに破った。3月28日、輔公祏は丹陽を出奔して逃走し、軍を率いて東のかた会稽に所在していた配下の武将の左遊仙のもとへ逃れようとしたが、常州武康県にて捕虜となり、江南は平定された。黄君漢は、この戦いの功績によって、使持節・都督潞沢蓋韓遼五州諸軍事・潞州刺史を拝した。後に、夔州都督に遷った。
貞観6年（632年）、夔州の官舎にて死亡した。享年52歳であった。

## 親族
- 六世の祖：黄琚 - 東郡太守。南朝宋の元嘉27年（450年）、寧朔将軍王玄謨の北伐に従軍し、滑台（現在の河南省安陽市滑県の南東）を包囲して攻撃した。江夏から東郡東燕県（後の胙城県）に遷った。
- 曾祖父：黄顥 - 北魏の散騎侍郎・昌平郡太守。
- 祖父：黄崇 - 太中大夫
- 父：黄察（羅刹） - 北周のとき、郷豪大都督を授された。隋の汴州長史・行軍総管・上柱国・東郡開国公。
- 長男：黄河寿 - 父の蔭位により、騎都尉に封ぜられ、虢国公を襲爵し、夏州・霊州二州都督となった。
  - 黄承元 - 湖北にあって、官についた。
  - 黄懿 - 黄河寿の三男（664年 - 695年）。字は承休。高宗の挽郎となり、定州参軍を授けられた。母の死亡により服喪し、辞官した。喪が明けると、太子右司御率府冑曹を授された。証聖元年（695年）に病を得て、8月26日、旌善里で死亡した。9月1日、邙山に葬られた。享年32歳。
- 次男：黄河上 - 父の蔭位により、騎都尉に封ぜられた。後に、右衛将軍を授けられ、武昌郡開国公に封ぜられた。
  - 黄承諸 - 黄河上の子（669年 - 720年）。字は安喜。曹州参軍となり、洪州都督府兵曹参軍に遷った。開元8年（720年）9月9日、豊財里の邸宅にて死亡した。享年52歳。河南県梓沢郷の北原に葬られた。
    - 黄中 - 黄承諸の子。